# The Voice Kids/Staffel 9
Die neunte Staffel der deutschen Gesangs-Castingshow The Voice Kids wurde vom 27. Februar 2021 bis zum 25. April 2021 im Fernsehen ausgestrahlt. Nachdem die Staffeln 5 bis 8 sonntags ausgestrahlt wurden, wurde die neunte Staffel auf dem Sendeplatz am Samstagabend gezeigt. Das Finale wiederum fand am Sonntag, den 25. April 2021 statt, nachdem einen Tag vorher die Sing-offs gezeigt wurden. Moderiert wurde diese Staffel erneut von Thore Schölermann und Melissa Khalaj. Die Jury bestand aus dem Duo Smudo und Michi Beck von der Hip-Hop-Gruppe Die Fantastischen Vier, der Sängerin Stefanie Kloß von der Band Silbermond, dem Popsänger Alvaro Soler und dem Singer-Songwriter Wincent Weiss. Erstmals durften auch Bands, Chöre, Hip-Hop-Gruppen und A-cappella-Ensembles antreten. Der Gewinner der neunten Staffel war Egon Werler, Sohn des Berliner Sängers und Komponisten Dirk Zöllner.

## Erste Phase: Die Blind Auditions
Folgende Kandidaten erhielten alle vier Jury-Stimmen: Alma, Arthur, die Band „Batteries of Rock“, Egon, Emily, Grace, Ibrahim, Isabella, Jellina, Johanna, Joshua, Kiara, Kirstin, Leila, Lenny, Mariam, Marko, Michel, Michelle, das Duo Oscar & Mino, Rahel, die Band „Rockzone“, Sefidin, Sezin und Vivienne.
Von diesen fünfundzwanzig entschieden sich dreizehn für Stefanie Kloß, fünf für Alvaro Soler, fünf für Michi und Smudo und zwei für Wincent Weiss als Coach.
| Folge  | Die Coaches und ihre Kandidaten                                              | Die Coaches und ihre Kandidaten                                                      | Die Coaches und ihre Kandidaten                                             | Die Coaches und ihre Kandidaten                                         |
| Folge  | Wincent Weiss                                                                | Stefanie Kloß                                                                        | Michi und Smudo                                                             | Alvaro Soler                                                            |
| ------ | ---------------------------------------------------------------------------- | ------------------------------------------------------------------------------------ | --------------------------------------------------------------------------- | ----------------------------------------------------------------------- |
| 01     | Fabio (11 Jahre)                                                             | Egon (15 Jahre) Jellina (11 Jahre) Kiara (12 Jahre)                                  | Batteries of Rock (13, 13 & 14 Jahre) Rahel (10 Jahre) Sebastian (14 Jahre) | Oscar & Mino (14 & 12 Jahre) Saralynn (13 Jahre)                        |
| 02     | Henriette (10 Jahre) Papuna (13 Jahre)                                       | Alicia & Jasmina (15 Jahre) Ibrahim (13 Jahre) Michelle (9 Jahre) Sefidin (15 Jahre) | Jessica (13 Jahre) Lenny (11 Jahre)                                         | Hannes (14 Jahre) Viktoria (13 Jahre)                                   |
| 03     | Daria (9 Jahre) Kirstin (14 Jahre)                                           | Arthur (14 Jahre) Emily (13 Jahre) Leila (15 Jahre) Rockzone (12, 13 & 14 Jahre)     | Ben (14 Jahre) Elisa (15 Jahre) Johannes (15 Jahre)                         | Katarina (9 Jahre) Sven (15 Jahre)                                      |
| 04     | Alma (12 Jahre) Anton (14 Jahre)                                             | Adriano (11 Jahre) Grace (14 Jahre)                                                  | Joshua (15 Jahre) Marko (15 Jahre) Tom (14 Jahre)                           | Hassan (14 Jahre) Maya (14 Jahre) Vivienne (15 Jahre)                   |
| 05     | Elisabeth (12 Jahre) Emily (14 Jahre) Katharina (15 Jahre) Niklas (10 Jahre) | Michel (12 Jahre)                                                                    | Amy (11 Jahre) The Rockets (12 bis 13 Jahre)                                | Isabella (11 Jahre) Mariam (13 Jahre) Sezin (13 Jahre) Tuana (14 Jahre) |
| 06     | Marie (14 Jahre) Chris (14 Jahre) Giada (14 Jahre) Lorena (12 Jahre)         | Johanna (14 Jahre)                                                                   | Rio (13 Jahre) Constance (14 Jahre)                                         | Veronika, Moritz & Xaver (12, 10 & 14 Jahre) Aanvi (12 Jahre)           |
| Gesamt | 15                                                                           | 15                                                                                   | 15                                                                          | 15                                                                      |

## Zweite Phase: Battle Round
In der 9. Staffel qualifizierten sich 60 Kinder für die Battle Round, je 15 Kandidaten pro Coach. Jeweils drei Kinder aus einer Gruppe treten gegeneinander an. Eines von ihnen erreichte die nächste Runde, die Sing Offs. Neu ist in dieser Staffel, dass jeder Coach einen Kandidaten per „Fast Pass“ direkt ins Finale schicken kann. Außerdem gibt es in den Battles den „Steal Deal“, mit dem jeder Coach einmal einen ausgeschiedenen Teilnehmer einer anderen Gruppe „stehlen“ kann.
| Folge | Battle | Coach           | Gast-Coach               | Direkt weitergewählter Kandidat | Song                                                                                | Unterlegene Kandidaten | Neuer Coach des unterlegenen Kandidaten |
| ----- | ------ | --------------- | ------------------------ | ------------------------------- | ----------------------------------------------------------------------------------- | ---------------------- | --------------------------------------- |
| 06    | 1      | Wincent         |                          | Alma                            | Sowieso von Mark Forster                                                            | Lorena                 | —                                       |
| 06    | 1      | Wincent         | Fabio                    | Alma                            | Sowieso von Mark Forster                                                            | —                      |                                         |
| 06    | 2      | Stefanie        | Silbermond               | Emily*                          | Big in Japan von Alphaville                                                         | Rockzone               | Wincent                                 |
| 06    | 2      | Stefanie        | Silbermond               | Emily*                          | Big in Japan von Alphaville                                                         | Ibrahim                | Álvaro                                  |
| 07    | 3      | Stefanie        |                          | Adriano                         | Probier’s mal mit Gemütlichkeit von Terry Gilkyson (aus Disney’s Das Dschungelbuch) | Michel                 | —                                       |
| 07    | 3      | Stefanie        | Jellina                  | Adriano                         | Probier’s mal mit Gemütlichkeit von Terry Gilkyson (aus Disney’s Das Dschungelbuch) | —                      |                                         |
| 07    | 4      | Michi und Smudo |                          | Constance                       | Skyfall von Adele                                                                   | Elisa                  | —                                       |
| 07    | 4      | Michi und Smudo | Ben                      | Constance                       | Skyfall von Adele                                                                   | —                      |                                         |
| 07    | 5      | Alvaro          |                          | Hassan                          | Classic von MKTO                                                                    | Sven                   | —                                       |
| 07    | 5      | Alvaro          | Hannes                   | Hassan                          | Classic von MKTO                                                                    | —                      |                                         |
| 07    | 6      | Stefanie        |                          | Sefidin                         | Empire State of Mind von Jay-Z feat. Alicia Keys                                    | Grace                  | —                                       |
| 07    | 6      | Stefanie        | Alicia & Jasmina         | Sefidin                         | Empire State of Mind von Jay-Z feat. Alicia Keys                                    | —                      |                                         |
| 07    | 7      | Michi und Smudo |                          | Marko                           | Are You Gonna Be My Girl von Jet                                                    | Batteries of Rock      | —                                       |
| 07    | 7      | Michi und Smudo | Joshua                   | Marko                           | Are You Gonna Be My Girl von Jet                                                    | Stefanie               |                                         |
| 07    | 8      | Wincent         | Johannes Oerding         | Marie                           | Beautiful von Christina Aguilera                                                    | Kirstin                | —                                       |
| 07    | 8      | Wincent         | Johannes Oerding         | Marie                           | Beautiful von Christina Aguilera                                                    | Katharina              | —                                       |
| 07    | 9      | Michi und Smudo |                          | Lenny                           | Lila Wolken von Marteria, Yasha & Miss Platnum                                      | Rio                    | —                                       |
| 07    | 9      | Michi und Smudo | Amy                      | Lenny                           | Lila Wolken von Marteria, Yasha & Miss Platnum                                      | —                      |                                         |
| 07    | 10     | Alvaro          |                          | Isabella*                       | Don’t Worry, Be Happy von Bobby McFerrin                                            | Katarina               | —                                       |
| 07    | 10     | Alvaro          | Veronika, Moritz & Xaver | Isabella*                       | Don’t Worry, Be Happy von Bobby McFerrin                                            | —                      |                                         |
| 08    | 11     | Wincent         |                          | Henriette*                      | Ich bin bereit aus Vaiana                                                           | Niklas                 | —                                       |
| 08    | 11     | Wincent         | Daria                    | Henriette*                      | Ich bin bereit aus Vaiana                                                           | Michi und Smudo        |                                         |
| 08    | 12     | Michi und Smudo |                          | Johannes                        | Just a Gigolo von Louis Prima                                                       | Sebastian              | —                                       |
| 08    | 12     | Michi und Smudo | Tom                      | Johannes                        | Just a Gigolo von Louis Prima                                                       | —                      |                                         |
| 08    | 13     | Stefanie        |                          | Egon                            | You Broke Me First von Tate McRae                                                   | Johanna                | —                                       |
| 08    | 13     | Stefanie        | Arthur                   | Egon                            | You Broke Me First von Tate McRae                                                   | —                      |                                         |
| 08    | 14     | Alvaro          |                          | Vivienne                        | Dance Monkey von Tones and I                                                        | Viktoria               | —                                       |
| 08    | 14     | Alvaro          | Aanvi                    | Vivienne                        | Dance Monkey von Tones and I                                                        | —                      |                                         |
| 08    | 15     | Wincent         | Johannes Oerding         | Papuna                          | Dream On von Aerosmith                                                              | Anton                  | —                                       |
| 08    | 15     | Wincent         | Johannes Oerding         | Papuna                          | Dream On von Aerosmith                                                              | Elisabeth              | —                                       |
| 08    | 16     | Alvaro          |                          | Oscar & Mino                    | You’ll Be in My Heart von Phil Collins (aus Disney’s Tarzan)                        | Maya                   | —                                       |
| 08    | 16     | Alvaro          | Saralynn                 | Oscar & Mino                    | You’ll Be in My Heart von Phil Collins (aus Disney’s Tarzan)                        | —                      |                                         |
| 08    | 17     | Michi und Smudo |                          | Rahel*                          | Bad Guy von Billie Eilish                                                           | Jessica                | —                                       |
| 08    | 17     | Michi und Smudo | The Rockets              | Rahel*                          | Bad Guy von Billie Eilish                                                           | —                      |                                         |
| 08    | 18     | Alvaro          |                          | Sezin                           | Need You Now von Lady A                                                             | Mariam                 | —                                       |
| 08    | 18     | Alvaro          | Tuana                    | Sezin                           | Need You Now von Lady A                                                             | —                      |                                         |
| 09    | 19     | Stefanie        |                          | Kiara                           | Ho Hey von The Lumineers                                                            | Leila                  | —                                       |
| 09    | 19     | Stefanie        | Michelle                 | Kiara                           | Ho Hey von The Lumineers                                                            | —                      |                                         |
| 09    | 20     | Wincent         | Johannes Oerding         | Giada                           | If the World Was Ending von JP Saxe feat. Julia Michaels                            | Emily                  | —                                       |
| 09    | 20     | Wincent         | Johannes Oerding         | Giada                           | If the World Was Ending von JP Saxe feat. Julia Michaels                            | Chris                  | —                                       |

* Dieser Kandidat wurde per „Fast Pass“ direkt ins Finale gewählt.
| Die Coaches und ihre Kandidaten nach der Battle Round | Die Coaches und ihre Kandidaten nach der Battle Round | Die Coaches und ihre Kandidaten nach der Battle Round | Die Coaches und ihre Kandidaten nach der Battle Round | Die Coaches und ihre Kandidaten nach der Battle Round |
| Phase                                                 | Wincent Weiss                                         | Stefanie Kloß                                         | Michi und Smudo                                       | Alvaro Soler                                          |
| ----------------------------------------------------- | ----------------------------------------------------- | ----------------------------------------------------- | ----------------------------------------------------- | ----------------------------------------------------- |
| Sing-Offs                                             | Alma Marie Papuna Giada Rockzone                      | Adriano Sefidin Egon Kiara Joshua                     | Constance Marko Lenny Johannes Daria                  | Hassan Vivienne Oscar & Mino Sezin Ibrahim            |
| Finale                                                | Henriette                                             | Emily                                                 | Rahel                                                 | Isabella                                              |
| Gesamt                                                | 6 (4+1+1)                                             | 6 (4+1+1)                                             | 6 (4+1+1)                                             | 6 (4+1+1)                                             |

## Dritte Phase: Die Sing-Offs
Die vier Gewinner und der Steal Deal aus den Battles traten im jeweiligen Team nochmal gegeneinander an. Dort sangen sie erneut ihre Songs aus den Blind Auditions. Der jeweilige Coach entschied sich dann für zwei Talente, welche, zusätzlich zum Fast Pass, ins Finale einzogen.
| Episode | Coach           | Kandidat     | Song                                                                           |
| ------- | --------------- | ------------ | ------------------------------------------------------------------------------ |
| 09      | Michi und Smudo | Johannes     | Puttin’ on the Ritz von Robbie Williams                                        |
| 09      | Michi und Smudo | Daria        | Ich fühl wie Du von Peter Maffay                                               |
| 09      | Michi und Smudo | Marko        | Backwater Blues von Bessie Smith                                               |
| 09      | Michi und Smudo | Lenny        | Oh Junge von KitschKrieg mit RIN & Kool Savas                                  |
| 09      | Michi und Smudo | Constance    | Rise Like a Phoenix von Conchita Wurst                                         |
| 09      | Stefanie        | Sefidin      | Everything I Wanted von Billie Eilish                                          |
| 09      | Stefanie        | Joshua       | Open Your Eyes von Guano Apes                                                  |
| 09      | Stefanie        | Kiara        | Jar of Hearts von Christina Perri                                              |
| 09      | Stefanie        | Adriano      | I Just Can’t Wait to Be King von Elton John (aus Disney’s Der König der Löwen) |
| 09      | Stefanie        | Egon         | Flügel von Max Prosa                                                           |
| 09      | Wincent         | Papuna       | Warrior von Demi Lovato                                                        |
| 09      | Wincent         | Alma         | Watermelon Sugar von Harry Styles                                              |
| 09      | Wincent         | Rockzone     | Killing in the Name von Rage Against the Machine                               |
| 09      | Wincent         | Marie        | Wie schön du bist von Sarah Connor                                             |
| 09      | Wincent         | Giada        | Strangers von Sigrid                                                           |
| 09      | Alvaro          | Vivienne     | Seven Nation Army von The White Stripes                                        |
| 09      | Alvaro          | Hassan       | Circles von Post Malone                                                        |
| 09      | Alvaro          | Sezin        | All I Want von Olivia Rodrigo                                                  |
| 09      | Alvaro          | Oscar & Mino | Qué me van a hablar de amor von Cristian Castro                                |
| 09      | Alvaro          | Ibrahim      | Old Time Rock and Roll von Bob Seger & the Silver Bullet Band                  |

## Vierte Phase: Das Finale
Das Finale bestand erstmals aus 12 Kandidaten, die nacheinander ein Lied vortrugen. Zwischendurch sangen alle Teams mit ihren Coaches einen Song. Das Team Alvaro sang Livin' La Vida Loca von Ricky Martin, das Team Stefanie I’m Still Standing von Elton John, Team Michi & Smudo sang ein MashUp aus Queens Another One Bites the Dust und Troy von den Fantastischen Vier und das Team Wincent trug das Lied Teenage Dirtbag von Wheatus vor. Zu Gast waren auch drei der vier Schlagerkids, welche ehemalige Kandidaten von The Voice Kids (2018 und 2020) sind. Außerdem präsentierten Mark Forster und Lea ihre neue gemeinsame Single Drei Uhr nachts. Während der ganzen Show konnten die Zuschauer per Televoting und Online für ihren Favoriten abstimmen. Die fünfte Phase – die Voting-Runde – der vorherigen Staffeln, entfiel somit. Sieger wurde der 15-jährige Egon Werler.
| Episode | Startnr. | Coach           | Kandidat     | Song                                                           |
| ------- | -------- | --------------- | ------------ | -------------------------------------------------------------- |
| 10      | 1        | Stefanie        | Kiara        | Drivers License von Olivia Rodrigo                             |
| 10      | 2        | Michi und Smudo | Marko        | Ain’t No Sunshine von Bill Withers                             |
| 10      | 3        | Wincent         | Henriette    | Frei wie der Wind von Annett Louisan (aus Disney’s Tinkerbell) |
| 10      | 4        | Wincent         | Rockzone     | Chop Suey! von System of a Down                                |
| 10      | 5        | Álvaro          | Isabella     | Hey Ya! von OutKast                                            |
| 10      | 6        | Stefanie        | Egon         | Blinde Passagiere von Johannes Oerding                         |
| 10      | 7        | Álvaro          | Oscar & Mino | Hero von Enrique Iglesias                                      |
| 10      | 8        | Michi und Smudo | Rahel        | Girls Like Us von Zoe Wees                                     |
| 10      | 9        | Stefanie        | Emily        | I’m with You von Avril Lavigne                                 |
| 10      | 10       | Michi und Smudo | Constance    | Alive von Sia                                                  |
| 10      | 11       | Wincent         | Papuna       | Because of You von Kelly Clarkson                              |
| 10      | 12       | Álvaro          | Vivienne     | Mercy von Duffy                                                |

## Einschaltquoten
| 0 Einschaltquoten der 9. Staffel im Einzelnen | 0 Einschaltquoten der 9. Staffel im Einzelnen | 0 Einschaltquoten der 9. Staffel im Einzelnen | 0 Einschaltquoten der 9. Staffel im Einzelnen | 0 Einschaltquoten der 9. Staffel im Einzelnen | 0 Einschaltquoten der 9. Staffel im Einzelnen | 0 Einschaltquoten der 9. Staffel im Einzelnen | 0 Einschaltquoten der 9. Staffel im Einzelnen |
| Nr. (Staffel)                                 | Nr. (gesamt)                                  | Sendung                                       | Datum                                         | Zuschauer                                     | Zuschauer                                     | Marktanteil                                   | Marktanteil                                   |
| Nr. (Staffel)                                 | Nr. (gesamt)                                  | Sendung                                       | Datum                                         | Gesamt                                        | 14 bis 49 Jahre                               | Gesamt                                        | 14 bis 49 Jahre                               |
| --------------------------------------------- | --------------------------------------------- | --------------------------------------------- | --------------------------------------------- | --------------------------------------------- | --------------------------------------------- | --------------------------------------------- | --------------------------------------------- |
| 01                                            | 68                                            | Blind Auditions                               | Sa, 27. Februar 2021                          | 2,22 Mio.                                     | 1,00 Mio.                                     | 7,1 %                                         | 12,5 %                                        |
| 02                                            | 69                                            | Blind Auditions                               | Sa, 6. März 2021                              | 1,98 Mio.                                     | 0,87 Mio.                                     | 6,3 %                                         | 10,8 %                                        |
| 03                                            | 70                                            | Blind Auditions                               | Sa, 13. März 2021                             | 2,14 Mio.                                     | 1,01 Mio.                                     | 6,8 %                                         | 12,9 %                                        |
| 04                                            | 71                                            | Blind Auditions                               | Sa, 20. März 2021                             | 1,71 Mio.                                     | 0,73 Mio.                                     | 5,5 %                                         | 9,3 %                                         |
| 05                                            | 72                                            | Blind Auditions                               | Sa, 27. März 2021                             | 2,02 Mio.                                     | 0,85 Mio.                                     | 6,6 %                                         | 10,5 %                                        |
| 06                                            | 73                                            | Blind Auditions + Battles                     | Sa, 3. April 2021                             | 1,70 Mio.                                     | 0,70 Mio.                                     | 5,6 %                                         | 9,0 %                                         |
| 07                                            | 74                                            | Battles                                       | Sa, 10. April 2021                            | 1,71 Mio.                                     | 0,73 Mio.                                     | 5,5 %                                         | 9,0 %                                         |
| 08                                            | 75                                            | Battles                                       | Sa, 17. April 2021                            | 1,66 Mio.                                     | 0,65 Mio.                                     | 5,4 %                                         | 8,5 %                                         |
| 09                                            | 76                                            | Battles + Sing-Offs                           | Sa, 24. April 2021                            | 1,88 Mio.                                     | 0,71 Mio.                                     | 6,5 %                                         | 10,1 %                                        |
| 10                                            | 77                                            | Finale                                        | So, 25. April 2021                            | 1,63 Mio.                                     | 0,62 Mio.                                     | 6,2 %                                         | 8,5 %                                         |

Legende: Fettgedruckt: Höchster (schwarz) und niedrigster (rot) Wert in dieser Kategorie